# Devětsil (rod)

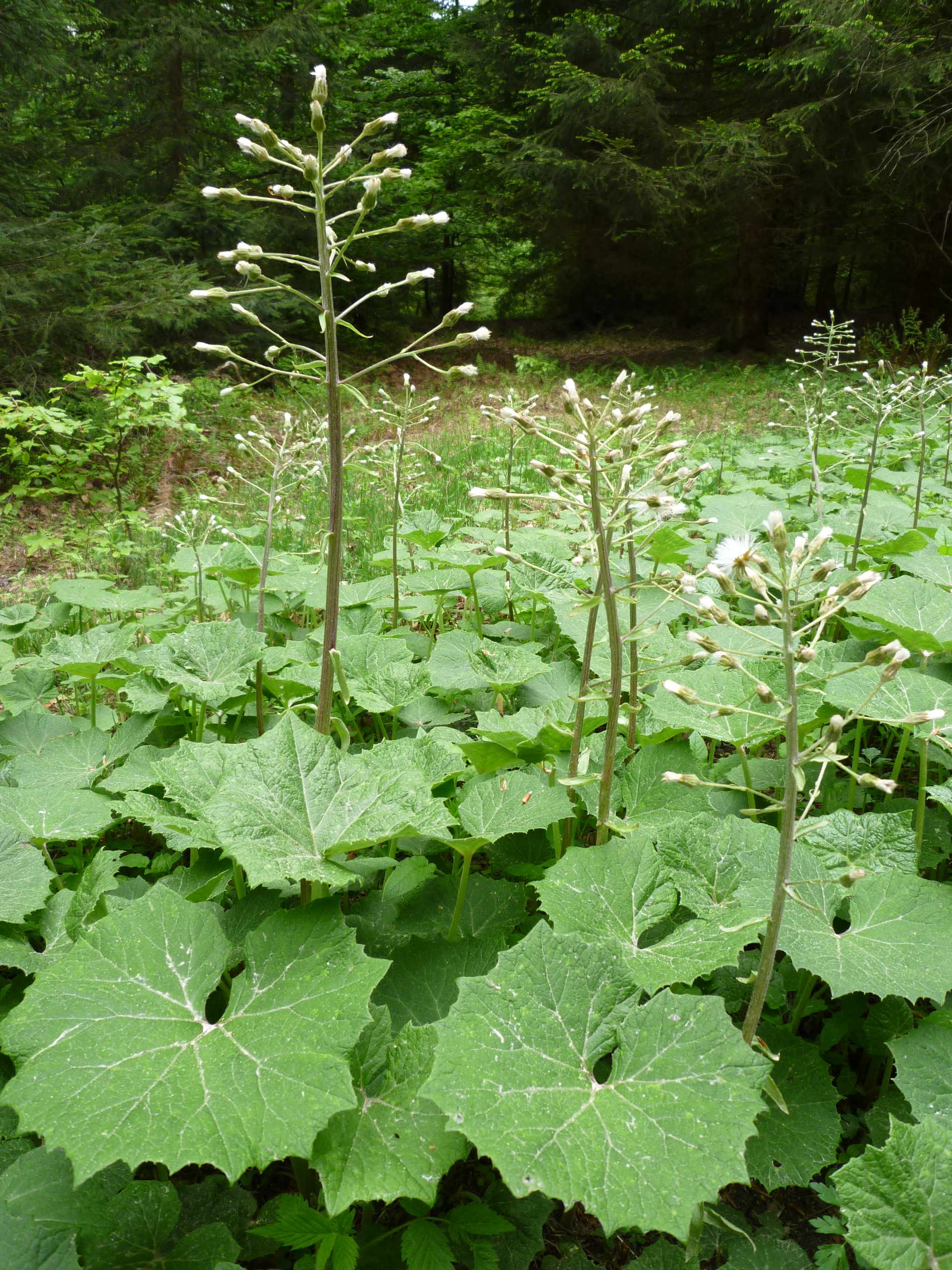
Odkvetlý devětsil bílý

Devětsil (Petasites) je rod rostlin z čeledi hvězdnicovité. Jsou to vytrvalé byliny s velkými dlanitými listy a květenstvími rozvíjejícími se na jaře před listy. Květy jsou bílé, růžové, purpurové nebo žluté. Plodem je nažka s chmýrem. Rod zahrnuje asi 20 druhů a je rozšířen v mírném pásu severní polokoule. V České republice rostou 3 druhy, běžný je devětsil lékařský a devětsil bílý. Devětsil lékařský je stará léčivá rostlina. Devětsil japonský má obří listy a nápadná květenství. Je pěstován jako okrasná rostlina a v Asii slouží jako zelenina.

## Popis
Devětsily jsou nemléčící, vytrvalé, funkčně dvoudomé byliny s dlouhým, plazivým, větveným, tlustým podzemním oddenkem. Přízemní listy jsou střídavé, poměrně velké, zpravidla dlouze řapíkaté. Plně se rozvíjejí až po odkvětu rostliny. Čepel je nejčastěji trojúhlá, vejčitá ledvinitá nebo okrouhlá, celokrajná nebo se zubatým či laločnatým okrajem, na rubu zpravidla plstnatá, na líci plstnatá, olysávající nebo lysá. Žilnatina je dlanitá nebo dlanitozpeřená, se síťovitými postranními žilkami.
Květonosný stvol je vzpřímený, nevětvený, zpravidla poměrně tlustý a dutý, se střídavými, přisedlými, redukovanými listy připomínajícími listeny a vzniklými přeměnou řapíků listů s redukovanou čepelí. Stvoly samčích rostlin po odkvětu rychle mizejí, zatímco u samičích rostlin se prodlužují a dozrávají na nich plody. Úbory jsou bělavé, růžové, purpurové nebo řidčeji žluté, uspořádané v hroznovitém, latovitém nebo chocholíkovitém květenství nebo zcela výjimečně jednotlivé. Lůžko úboru je ploché a bez plevek. Úbory samčích rostlin obsahují mnoho zdánlivě oboupohlavných, avšak funkčně jen samčích květů s trubkovitě zvonkovitou korunou zakončenou 5 zuby. Na okraji úboru je většinou několik nefunkčních samičích květů s krátce jazykovitou až na vrcholu šikmo uťatou korunou. V úborech samičích rostlin je ve středu úboru většinou několik zdánlivě oboupohlavných květů obklopených množstvím samičích květů s jazykovitou nebo na vrcholu šikmo uťatou korunou.
Zákrov je zvonkovitý, dvou až trojřadý, složený z jedné řady vnitřních, dlouhých listenů a vnějšími kratšími listeny.
Tyčinek je 5 a jsou srostlé do trubičky.
Čnělka je nitkovitá až kyjovitá, mělce dvouklaná.
Nažky jsou úzce válcovité, vřetenovité nebo hranolovité, na povrchu hladké a nevýrazně podélně rýhované, s chmýrem tvořeným mnoha bělavými štětinami.

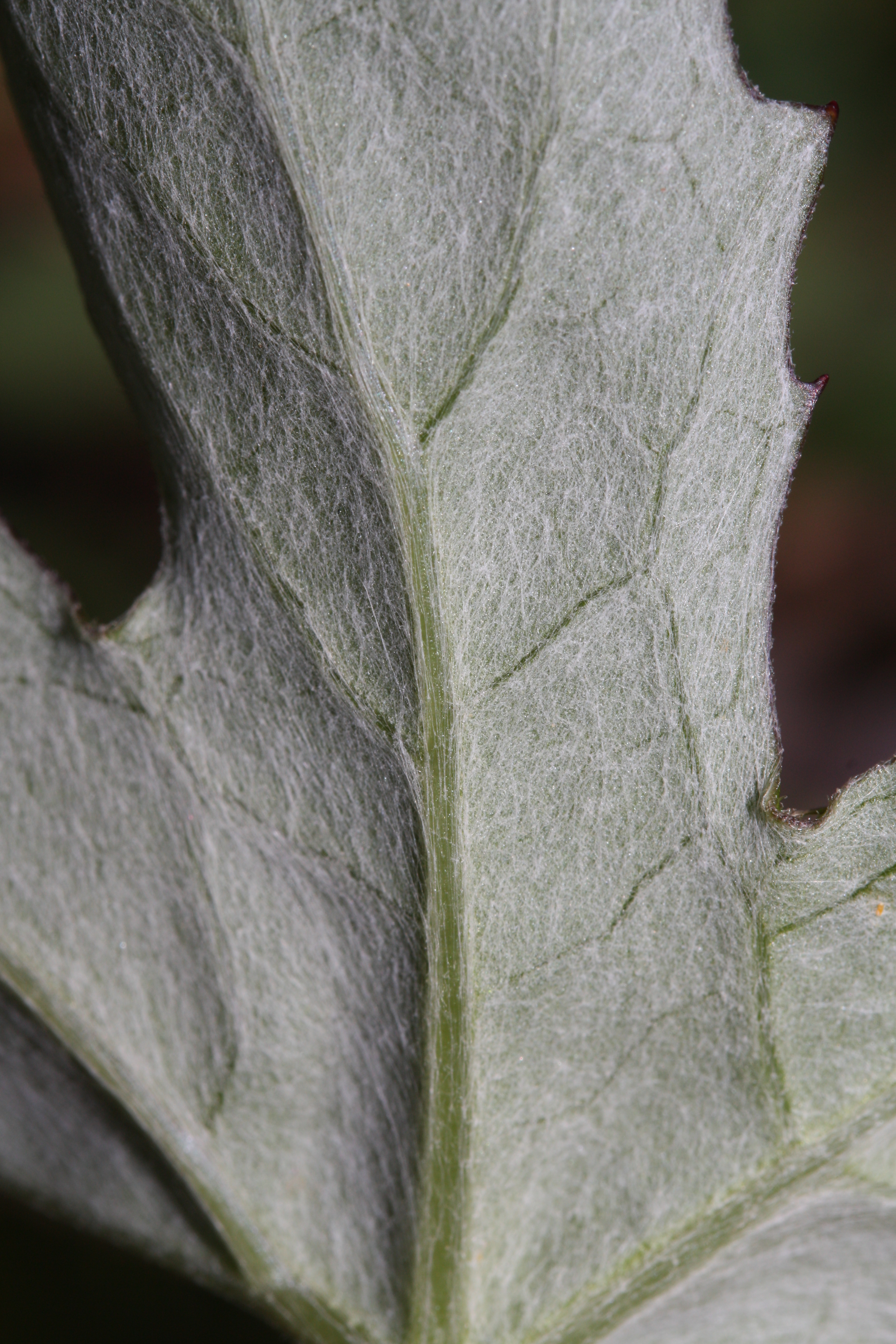
Plstnatá rubová strana listu P. frigidus
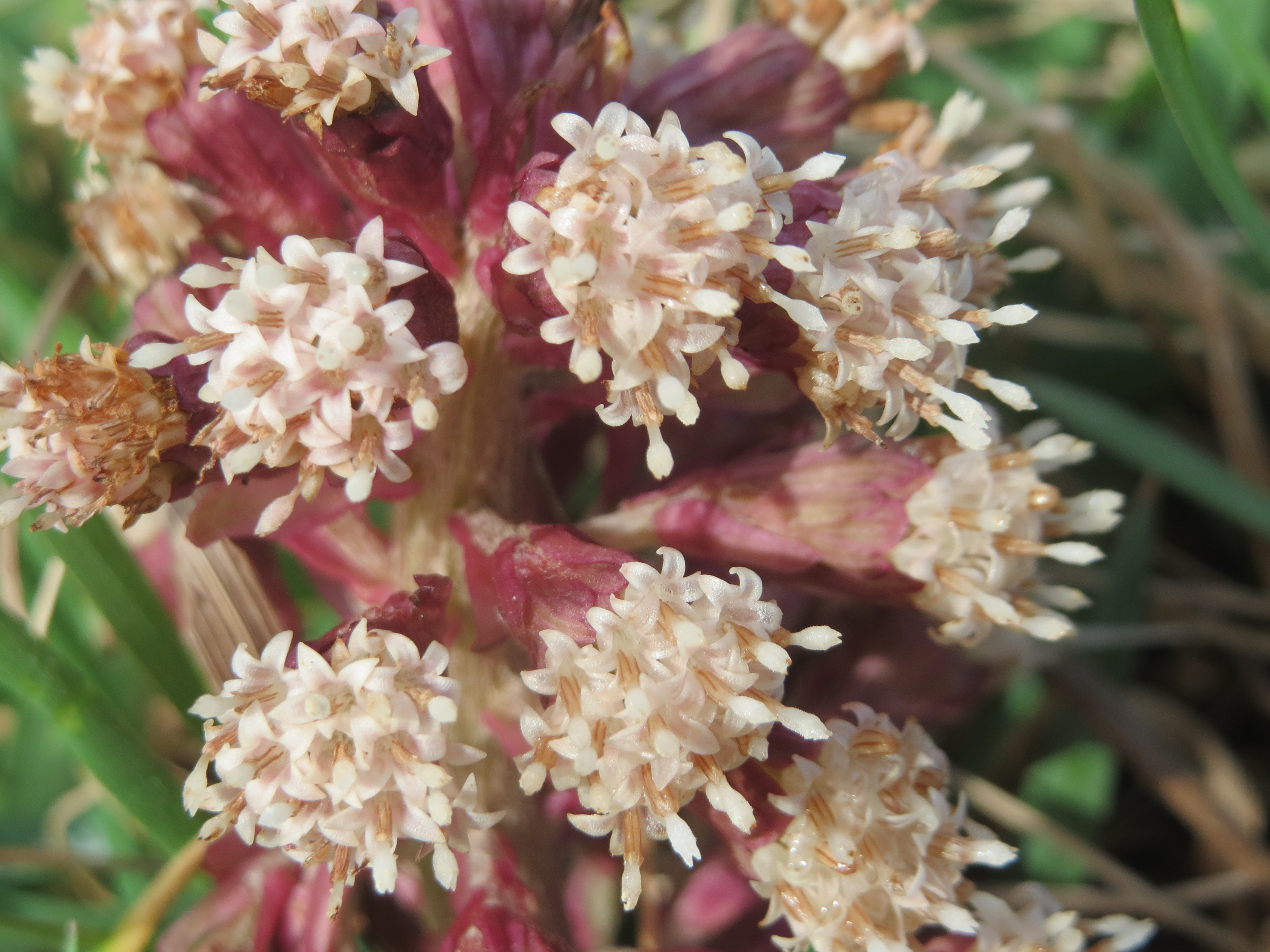
Detail květů devětsilu lékařského
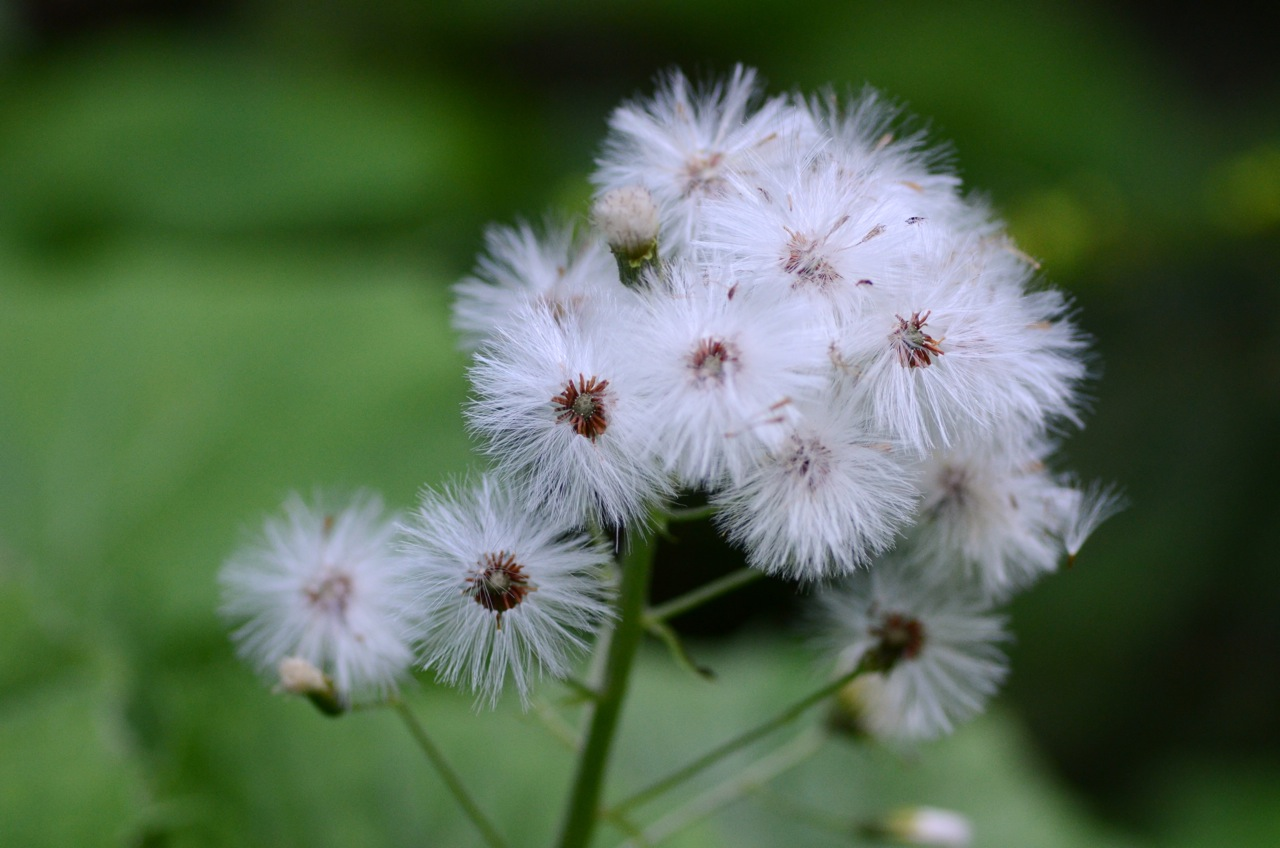
Plody devětsilu bílého

## Rozlišovací znaky
Listy devětsilu (zejména devětsilu bílého) bývají zaměňovány zejména s listy podbělu lékařského. Podběl má listy celkově menší a jednoznačně je lze odlišit podle uspořádání cévních svazků na průřezu řapíkem.
Poněkud podobné listy má horská rostlina havez česnáčková a také darmera štítnatá (Darmera peltata), vytrvalá vlhkomilná bylina pěstovaná zejména v parcích a botanických zahradách.
Devětsil lékařský má z našich druhů největší listy (o délce čepele až 80 cm) s dutým, výrazně žebernatým řapíkem, který je na svrchní straně křídlatě žlábkovitý. Květenství je špinavě růžové, oddenek hlavatý. Zbývající 2 druhy mají květy bílé. Devětsil bílý má světle zelené, na líci matné listy a řapík na svrchní straně oblý nebo jen mírně zploštělý. Devětsil Kablíkové má oproti tomu listy tmavě zelené, na líci lesklé a tužší. Řapík je na svrchní straně široce promáčklý s víceméně ostrými hranami. S tímto druhem se lze v ČR setkat pouze vzácně v pohraničních horách.

## Rozšíření
Rod devětsil zahrnuje asi 18 až 25 druhů. Je rozšířen v Evropě a Asii, v malé míře i v Severní Americe a na severu Afriky. Areál v Eurasii sahá od západní Evropy a Makaronésie přes Malou Asii, Kavkaz, Sibiř, severní Indii, Čínu a Vietnam až po Japonsko a ruský Dálný východ.
V České republice rostou 3 druhy: devětsil lékařský, devětsil bílý a devětsil Kablíkové.
Z celé Evropy je uváděno celkem 12 druhů. Největší areál, zahrnující většinu kontinentu, má devětsil lékařský. Chybí v Portugalsku a na Sardinii a nepůvodní je ve Skandinávii. V ČR roste hojně zejména v podhorských oblastech. Devětsil bílý má rovněž v rámci Evropy rozsáhlý areál, nevyskytuje se na Pyrenejském poloostrově, Finsku, Britských ostrovech a většině území Ruska. V Česku je hojný ve vyšších polohách. Devětsil Kablíkové roste v horách střední a jihovýchodní Evropy, v ČR se vyskytuje dosti vzácně v pohraničních horách, hojnější je pouze ve východních Krkonoších.
Z dalších druhů má v Evropě relativně velký areál také Petasites pyrenaicus, rozšířený v západní polovině Evropy, a P. spurius, rostoucí v severní a východní Evropě. P. paradoxus je alpínský a subalpínský druh a vyskytuje se ve větších evropských pohořích (Alpy, Pyreneje, Karpaty).
Druh P. frigidus má obtočnový areál a je rozšířen v severní Evropě (Skandinávie, Rusko), Asii a jako jediný původní zástupce tohoto rodu i v Severní Americe. V Rusku rostou také druhy P. radiatus a P. sibiricus. Zbývající 3 evropské druhy jsou endemity relativně nevelkých oblastí. P. doerfleri roste na Balkánu, P. fominii na Kavkaze. Druh P. anapetrovianus je stenoendemit hory Peristeri v jižní části řeckého pohoří Pindos a byl popsán až v roce 2010.
V severní Africe roste jako původní pouze P. pyrenaicus (Alžírsko, Tunisko). Tento druh roste také na Madeiře. Z Číny je uváděno 6 druhů. Některé druhy byly zavlečeny i do Severní Ameriky, Austrálie aj.

## Ekologické interakce
Květy devětsilů vytvářejí nektar a jsou opylovány hmyzem. Semena jsou opatřena chmýrem a roznáší je vítr.
Na kořenech devětsilů roste nezelená parazitická rostlina záraza devětsilová (Orobanche flava).
Na listech devětsilů se živí některé mandelinky, např. mandelinka havezová (Oreina cacaliae) a mandelinka nejskvělejší (O. speciosissima). Také na nich lze nalézt zajímavě zbarvené housenky přástevníka starčkového (Tyria jacobaeae). Devětsil lékařský má v některých rozsáhlých oblastech (např. ve Velké Británii) jednopohlavné populace, které se rozmnožují převážně jen vegetativně.

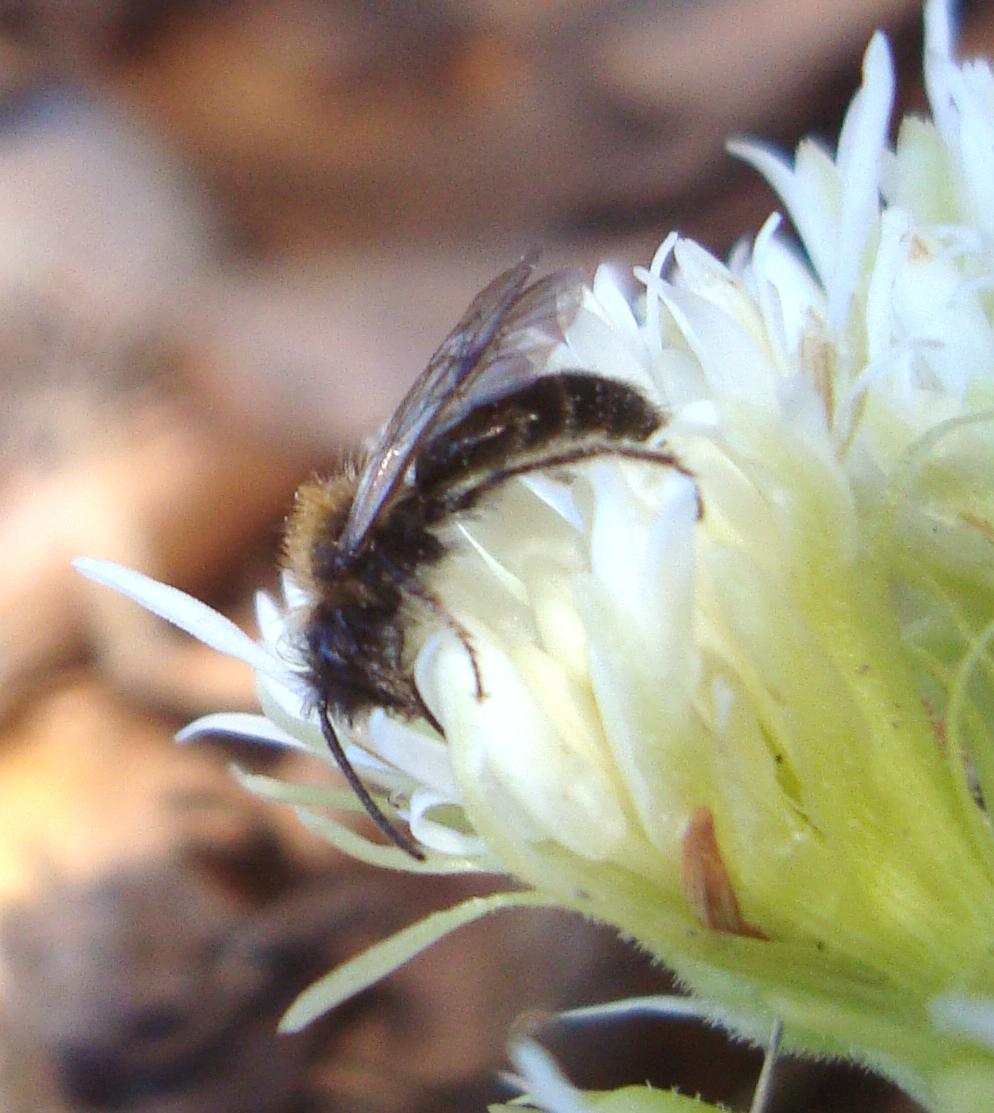
Včela na květech devětsilu bílého
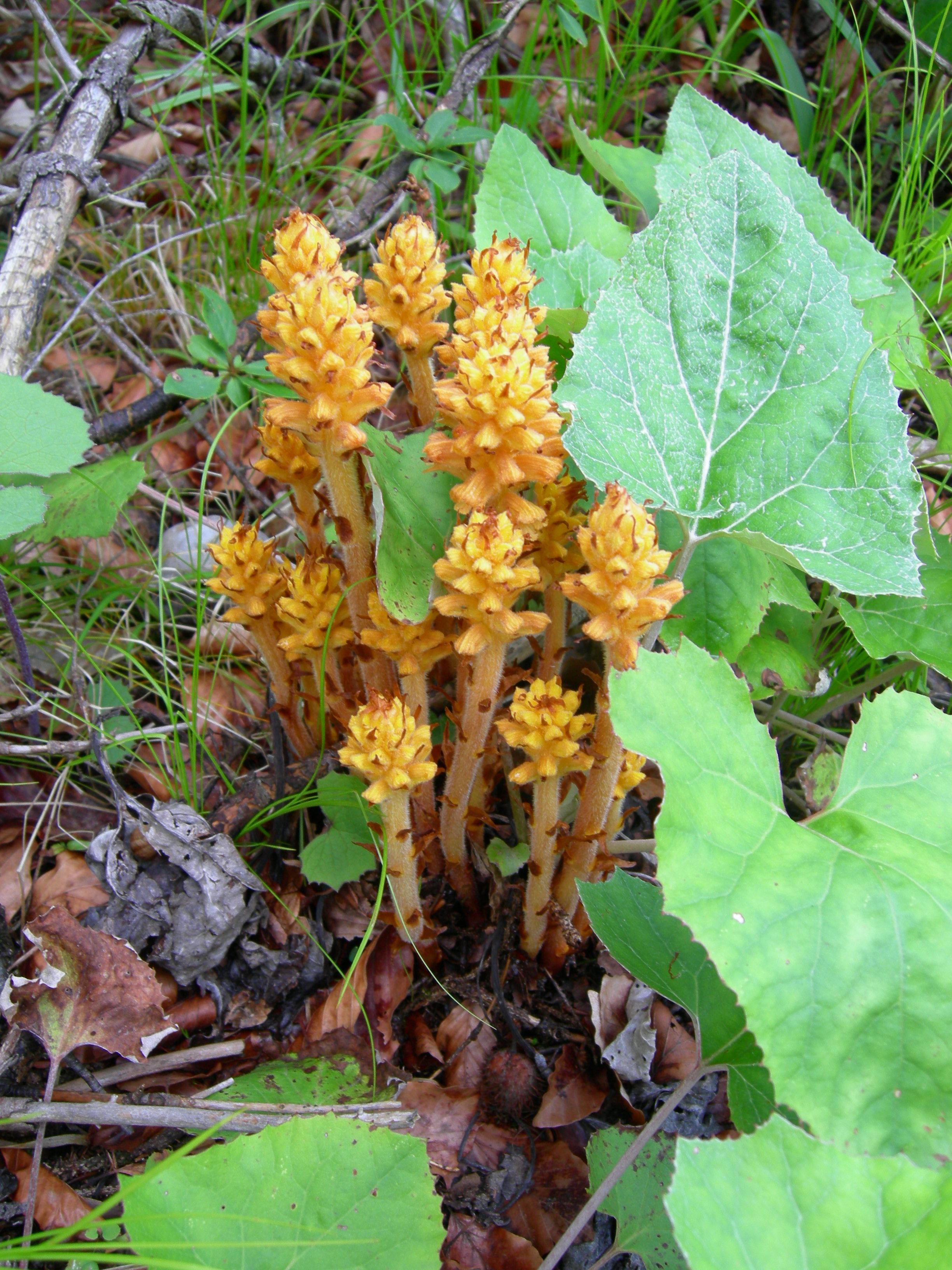
Záraza devětsilová
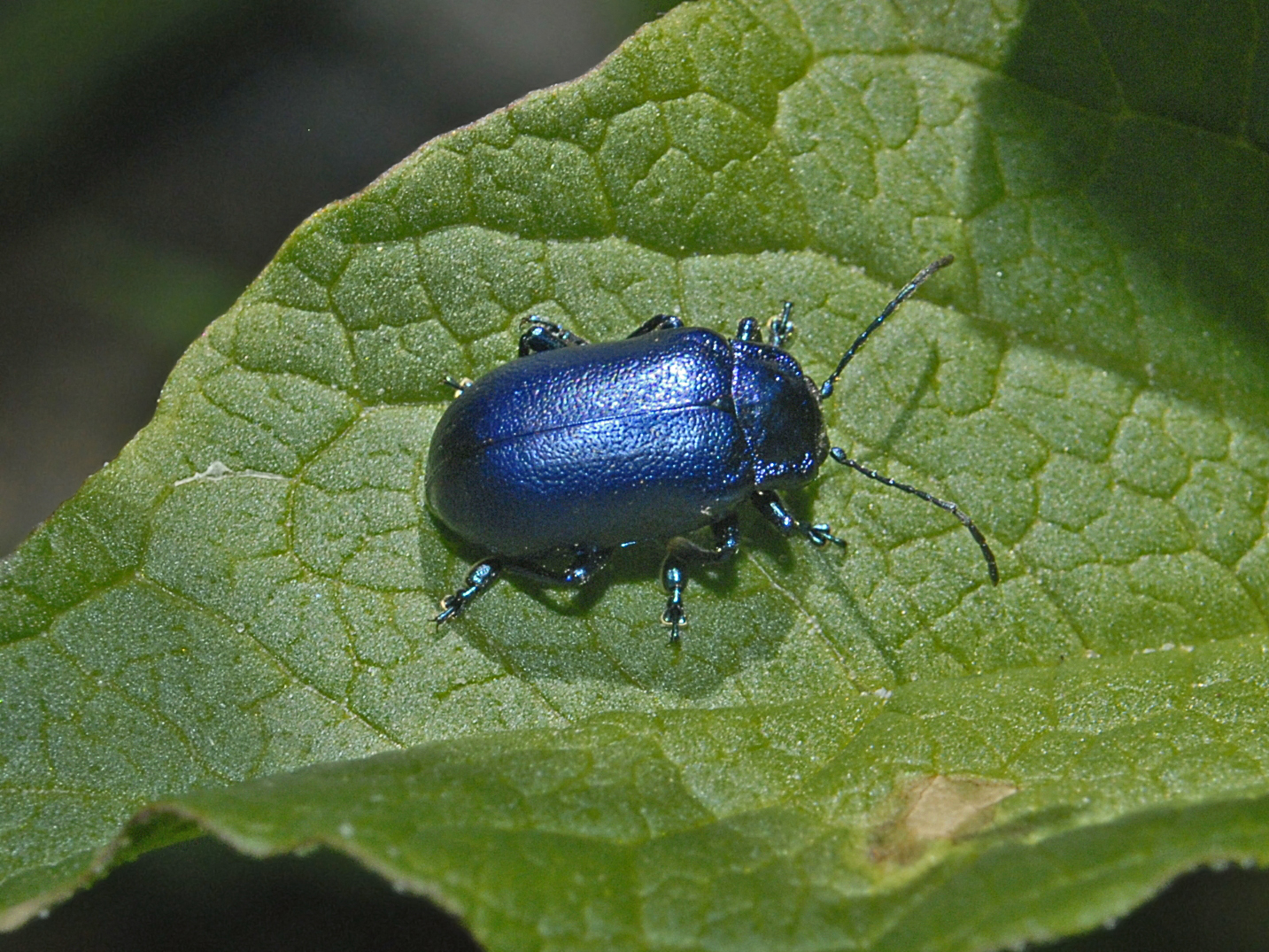
Mandelinka havezová
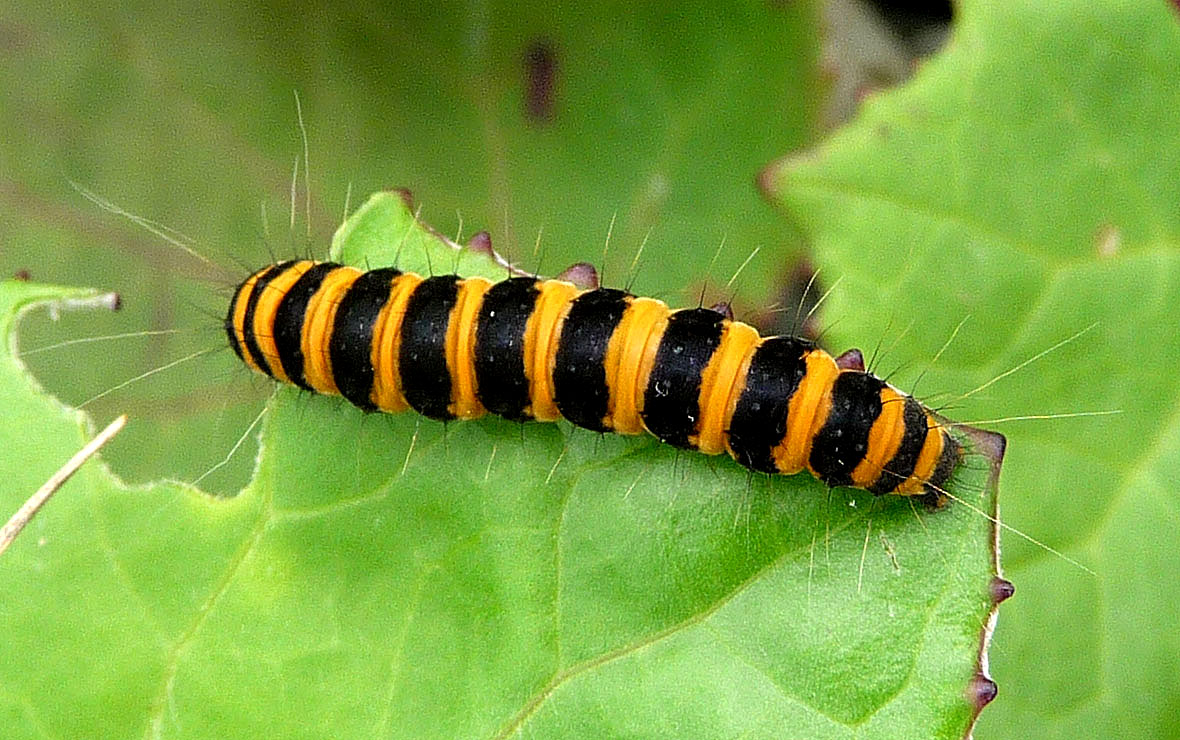
Housenka přástevníka starčkového

## Obsahové látky
Devětsil lékařský obsahuje zejména seskviterpen petasin a pyrrolizidinové alkaloidy senecionin a intergerrimin.

## Zástupci
- devětsil bílý (Petasites alba)
- devětsil japonský (Petasites japonicus)
- devětsil Kablíkové (Petasites kablikianus)
- devětsil lékařský (Petasites hybridus)

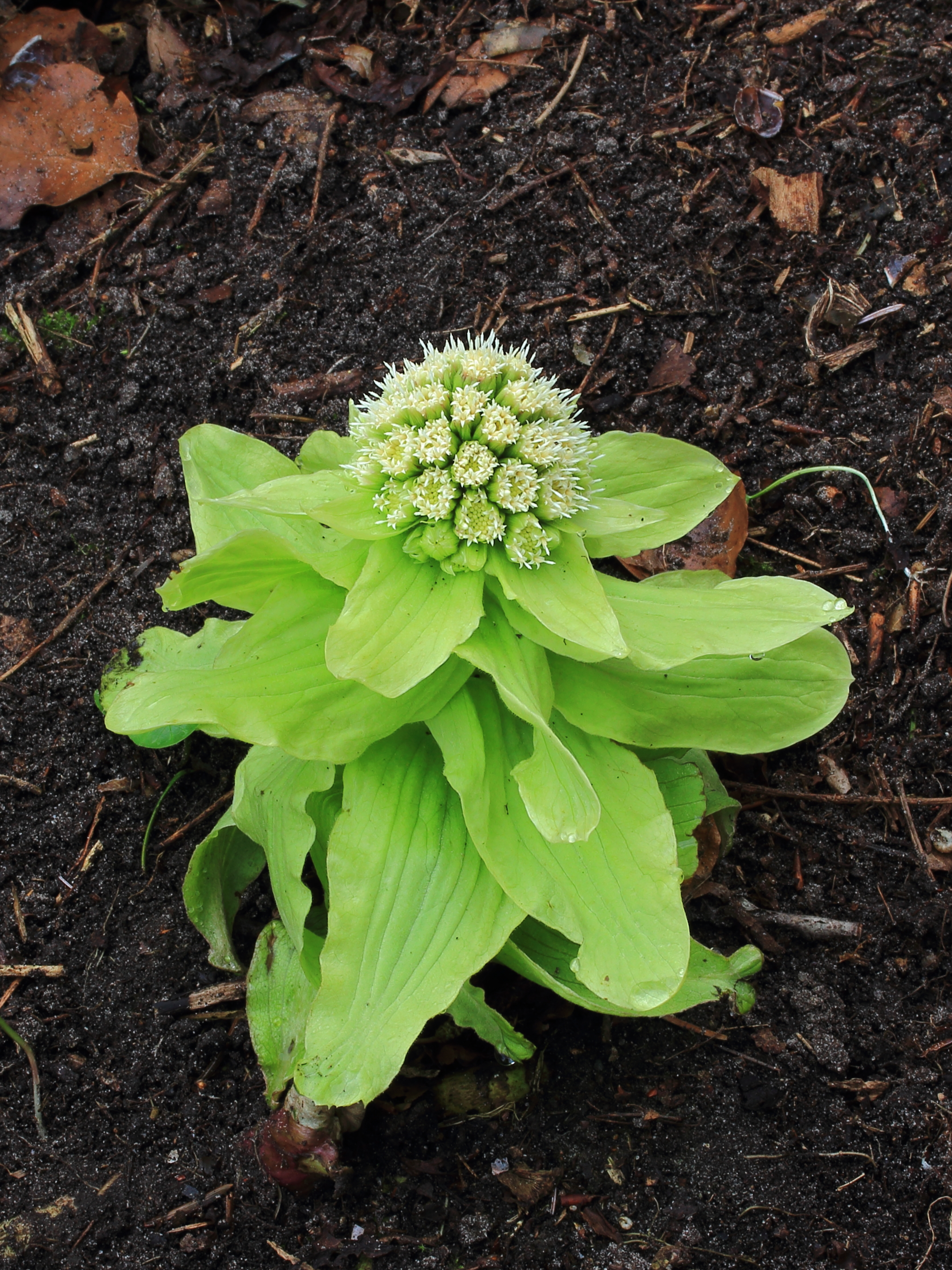
Květenství devětsilu japonského

## Význam
Devětsil japonský je pěstován jako okrasná bylina s nápadnými květenstvími a obrovskými listy, které mohou dosahovat šířky až 150 cm. Lze se s ním setkat např. v Průhonickém parku. Řidčeji jsou jako okrasné rostliny pěstovány i jiné druhy, zejména devětsil bílý, devětsil lékařský nebo Petasites frigidus var. palmatus (syn. P. palmatus), vyznačující se pohlednými, dlanitě členěnými listy.
Poupata, stonky a oddenky devětsilu japonského jsou jedlé a v Asii používané jako zelenina. V Japonsku se používají zejména mladé řapíky listů, které jsou zde známy jako fuki. V severních oblastech slouží jako potravina též pražené oddenky druhu Petasites frigidus.
Devětsil lékařský je stará léčivá rostlina. Sbírá se zejména oddenek na jaře, v menší míře i list. Vzhledem k nepříjemnému pachu a chuti není v bylinném léčení příliš oblíben. V poslední době začíná být populární jako spasmolytikum při léčení bolestí hlavy a migrén.

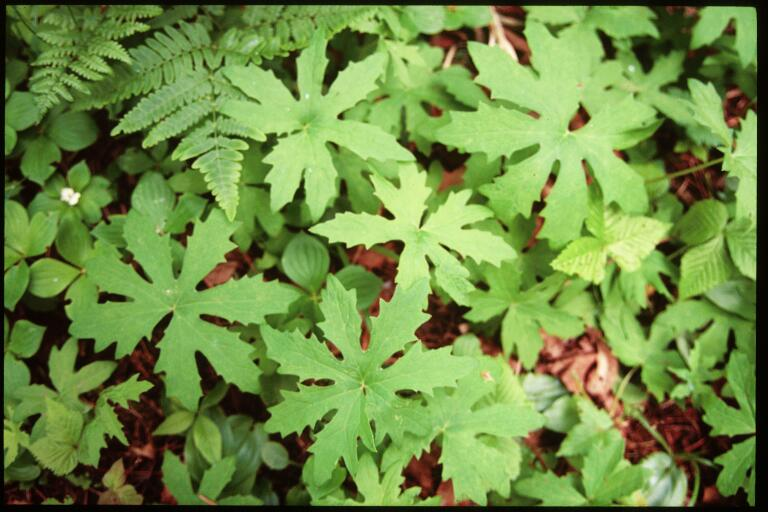
Pohledné listy P. frigidus
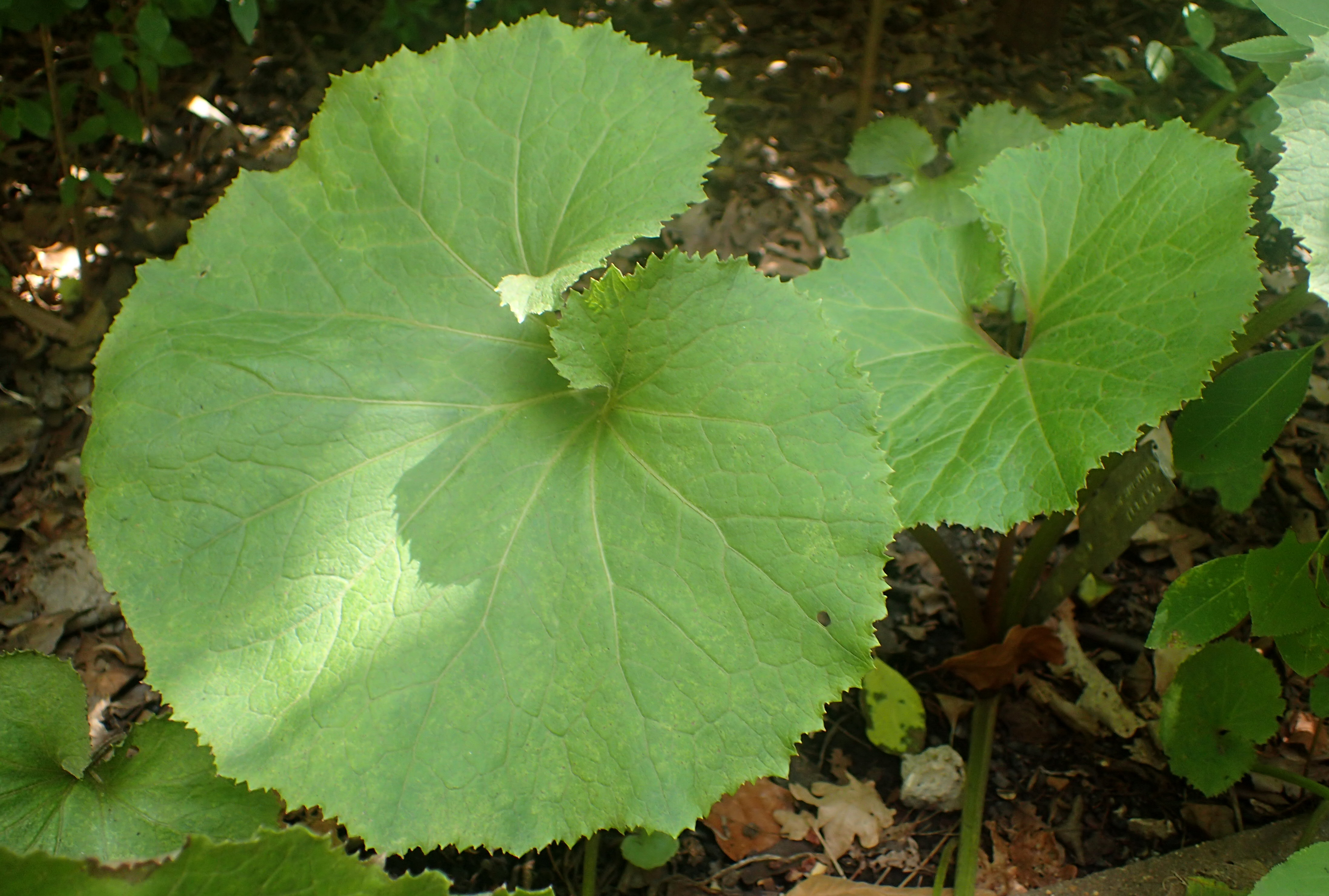
Listy devětsilu japonského
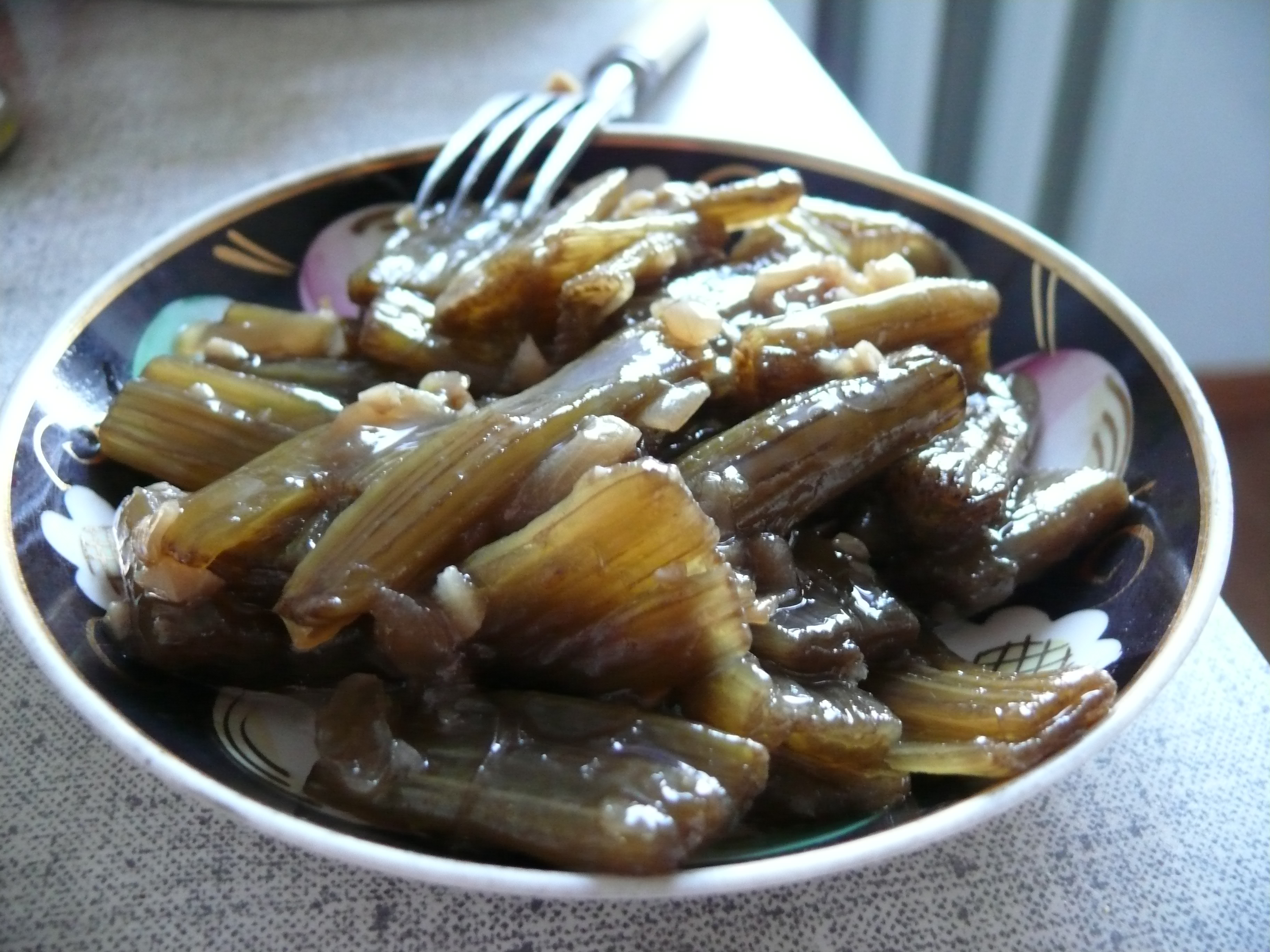
Pokrm z devětsilu japonského